# Aphoebantus vittatus
Aphoebantus vittatus är en tvåvingeart som beskrevs av Daniel William Coquillett 1886. Aphoebantus vittatus ingår i släktet Aphoebantus och familjen svävflugor. Inga underarter finns listade i Catalogue of Life.